# Клаудио Брук
Клаудио Брук (на испански: Claudio Brook) е мексикански актьор. 

## Биография
Той е роден на 28 август 1927 година в град Мексико. Започва филмовата си кариера през 1955 година, като през следващите десетилетия участва в над 100 филма в киното и телевизията. Международна известност му донася участието в няколко филма на Луис Бунюел в началото на 60-те години, сред които „Виридиана“ (1961, „Viridiana“) и „Ангелът унищожител“ (1962, „El ángel exterminador“).
Клаудио Брук умира на 18 октомври 1995 година в Мексико.

## Избрана филмография
| година    | филм                 | оригинално заглавие          | роля              | режисьор(и)         |
| --------- | -------------------- | ---------------------------- | ----------------- | ------------------- |
| 1960      | Момичето             | The Young One                | Отец Флийтууд     | Луис Бунюел         |
| 1962      | Ангелът унищожител   | El ángel exterminador        | Хулио             | Луис Бунюел         |
| 1965      | Симон Пустинника     | Simón del desierto           | Симеон            | Луис Бунюел         |
| 1966      | Голямата разходка    | La Grande Vadrouille         | Питър Кънингам    | Жерар Ури           |
| 1969      | Млечният път         | La Voie lactée               | Епископът         | Луис Бунюел         |
| 1972      | Убийството на Троцки | The Assassination of Trotsky | Роберто           | Джоузеф Лоузи       |
| 1984-1985 | Страстта на Исабела  | La pasión de Isabela         | Бруно Ернандес    | Карлос Тейес        |
| 1985      | Хуана Ирис           | Juana Iris                   | Дон Алберто       | Хулио Кастийо       |
| 1989      | Тереса               | Teresa                       | Дон Фабиан        | Антонио Серано      |
| 1993      | Валентина            | Valentina                    | Алфред Ван Дутрен | Луис Велес          |
| 1994      | Империя от кристал   | Imperio de cristal           | Филип Девон       | Клаудио Рейес Рубио |